# 釜山交通公団1000系電車
釜山交通公団1000系電車（プサンこうつうこうだん1000けいでんしゃ）は、釜山交通公社の通勤形電車である。2006年1月1日の同公団廃止に伴い、釜山交通公社に継承された。1号線用の車両である。こちらでは旧1000系と新1000系を同記事で解説しているため、旧1000系、新1000系と記述する。

## 概要
1984年から1997年にかけて製造された旧1000系と、2016年から製造が続いている新1000系が存在している。開業当初から運行している旧1000系の車両設計は日本車輛製造が担当したため、日本で標準的な18m級車体3ドア規格となった。なお、韓国の地下鉄では唯一の全長18m級3ドア車である。

## 車両組成
6M2Tの8両編成で、旧1000系は第1-第45編成の45編成が活躍していたが、新1000系4次車の登場以降急激に廃車が進んでおり、2025年2月現在30編成が引退済み、チョッパ制御車6編成、機器更新車9編成の計15編成が活躍している。
| ← 老圃多大浦海水浴場 → |      |      |      |      |      |      |      |
|                        | ◇◇   |      | ◇◇   |      | ◇◇   |      |      |
| 10XY                   | 11XY | 12XY | 13XY | 14XY | 17XY | 18XY | 19XY |
| Tc1                    | M1   | M2   | M1   | M2   | M1   | M2   | Tc2  |
| ※XYは編成番号          |      |      |      |      |      |      |      |

4M4Tの8両編成で、2025年2月現在新1000系は多大浦延伸に伴う増備用の第46-第51編成の6編成（1次車）と、老朽車置き換え用の第1-第5の5編成（2次車）第6-第11の6編成（3次車）第12-第37の20編成（4次車）の計37編成が活躍している。
| ← 老圃多大浦海水浴場 → |      |      |      |      |      |      |      |
|                        | ◇◇   |      |      |      | ◇◇   |      |      |
| 10XY                   | 11XY | 12XY | 13XY | 14XY | 17XY | 18XY | 19XY |
| Tc1                    | M1   | M2   | T    | T    | M1   | M2   | Tc2  |
| ※XYは編成番号          |      |      |      |      |      |      |      |

## 旧1000系電車
1984年から1997年にかけて製造。
車体は日本車輌製造で設計されたセミステンレス鋼を使用したコルゲート車体で、初期車の空気ばね台車も日本車輌製造が供給した。初期車の6両編成31本分の主電動機、電機子チョッパ制御装置、静止形インバータ装置は日本の三菱電機製である。保安装置は日本の京三製作所製となっており、制動方式はドイツのクノールブレムゼ製のPWMアナログ電気指令式ブレーキ（KBr XII）を採用している。主幹制御器はT型ワンハンドルである。
当初は6両編成で導入されたが、1994年から1997年にかけて中間車2両が増結され、現在は8両編成で運行されている。電動車比率は6M2Tと中間車をすべて電動車とし、起動加速度3.6km/h/sという高加速度を確保している。正面の行き先表示器は当初、方向幕によるものだったが、2004年から2005年にかけて内装の不燃化改造と合わせてLEDによる表示器に交換されている。また、1～3次車の側窓は内折れ式を採用していたが、不燃化改造によって4次車以降と同じく車端部を除き固定窓となった。
2009年には初期に製造された車両が法定耐用年数（製造後25年）に達したものの、同年に都市鉄道法が改正され、5年ごとに安全診断を行うことを条件に最長40年まで使用可能となったため、この時点では置き換えが実施されなかった。

### 1次車
1984年に第1-第14編成の6両14編成計84両が現代自動車（後の現代精工）で製造。老圃洞駅～ポムネコル駅の開業に際して導入。8両編成化に伴い、第6-第9編成と第13編成の中間車（4両5編成）計20両を脱車し、第1-第5編成、第10-第12編成、第14-第15編成の6号車と7号車にそれぞれ組み込まれた。脱車した5編成は、5次車6両分を増結している。

### 2次車
1986年に第15-第22編成の6両8編成計48両が現代精工・造船公社（後の韓進重工）で製造。ポムネコル駅～中央洞駅の開業に際して導入。
1990年9月2日に老圃車両事業所で入替中だった第16編成が制動装置が作動せず、この状態で本線の下り勾配を滑走し、斗実駅で停車中だった第17編成と追突事故を起こした。原因は、運転手が制動装置のエアーバルブ開閉作動可否を確認せず、エアーバルブが故障しロックされた状態で列車を運行したことである。この事故により、第16編成は先頭車1両と第17編成は先頭車1両を除く5両が大破した。第16編成は第17編成の先頭車1両と組成して運用に復活したが、第17編成は廃車となり、1991年に代替用の第17編成が製造されている。
8両編成化に伴い、第16・第21編成の中間車（4両2編成）計8両を脱車し、第18・19編成と第20・22編成の6号車と7号車にそれぞれ組み込まれた。脱車した第16・第21編成のうち、第16編成は5次車6両分を新造したうえで増結。第21編成は7次車6両分を新造したうえで増結し、後に機器更新を受けた。

### 3次車
1987年から1988年に第23-第31編成の6両9編成計54両が現代精工・造船公社で製造。中央洞駅～西台新洞駅の開業に際して導入。8両編成化に伴い、第25編成と第30・第31編成の中間車（4両3編成）計12両を脱車し、第23・第24編成と第26-第29編成の6号車と7号車にそれぞれ組み込まれた。第25・第30・第31編成は、7次車6両分を新造したうえで増結し、後に機器更新を受けた。

### 4次車
1991年に第17編成（新）と第32-第36編成と6両6編成計36両が現代精工で製造。第32-第36編成は列車本数増備に際して導入されたが、第17編成は1990年に事故で廃車となった第17編成（旧）の代替車として導入されている。なお、再利用が可能な機器類は旧編成から流用しており、換装は老圃車両事業所で行った。8両編成化に伴い、第33・第34編成は中間車（4両2編成）計8両を脱車し、第17編成（新）・第32・第35・36編成にそれぞれ2両組み込まれた。脱車した第33・第34編成は、7次車6両分を新造したうえで増結し、後に機器更新を受けた。
4次車は、1～3次車とは異なる仕様となり、走行機器類などは韓国国内でライセンス製造されることとなった。また、窓は全て固定窓となり、車内の貫通扉も両開き式から片開き式となった。

### 5次車
1993年から1994年に1・2次車の8両編成化に伴い中間車を脱車した編成の増結用として中間車6両6編成分計36両が現代精工で製造。

### 6次車
1994年に第37-第44編成の6両8編成計48両が現代精工で製造。西台新洞駅～新平駅間の開業に際して導入。8両編成化に伴い、第39・第42編成の中間車（4両2編成）計8両を脱車し、第37・第38・第40・第41編成の6号車と7号車に組み込まれた。脱車した第33・第34編成は、7次車6両分を新造したうえで増結し、後に機器更新を受けた。第43・第44編成は、中間車が不足していたために7次車を新造して増結しているが、他の7次車を増結した編成とは異なり、こちらはそれぞれ2両のみの不足であったため、機器更新対象外となった。

### 7次車
1997年に第45編成と2・3・4・6次車の8両編成化に伴い中間車を脱車した編成の増結用として8両1編成と中間車6両10編成分の計68両が現代精工で製造。第45編成は列車本数増備に際して導入された。第45編成は旧1000系の中で最後に製造された編成かつ製造時から8両編成を組成している車両となった。
2015年から2016年にかけて、チョッパ制御装置の老朽化および補修部品確保のため中間車全車に経年の浅い7次車を連結している9編成（第21・第25・第30・第31・第33・第34・第39・第42・第45編成）は主電動機・制御装置を直流直巻電動機・電機子チョッパ制御からかご形三相誘導電動機・現代ロテム製IGBT素子VVVFインバータ制御に交換されている。

### 置き換え
第1～第5編成と第10・11・12・14・15・18編成は新1000系に置き換えられ、前者は2018年までに新1000系2次車に、後者は2021年までに新1000系3次車の導入によって廃車。このうち、第1編成は老圃車両事業所にて保存されており、2024年7月24日に釜山市の文化遺産として登録された。
また、2025年までに残存した電機子チョッパ制御車（25編成）は全て新1000系4次車に置き換えられる予定で、新1000系4次車の投入によって置き換えられる編成は、第6～9編成と第13～44編成（新1000系2次車によって置き換えられた編成と機器更新車を除く）までが対象となっている。VVVFインバータに交換された9編成も2026年までに新1000系5次車に置き換えられる予定となっている。

## 新1000系電車

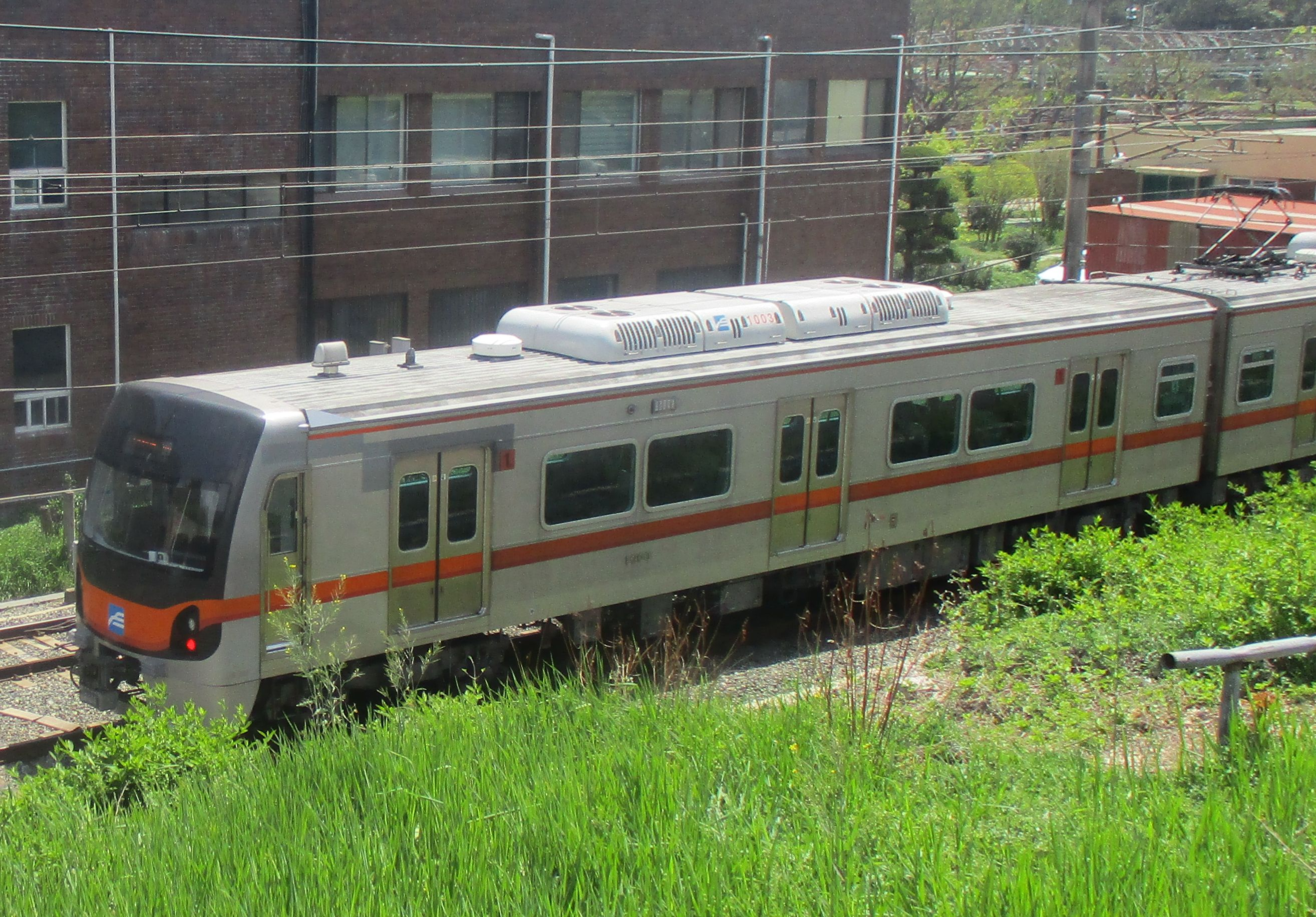
2代目1000系電車（2019年4月）

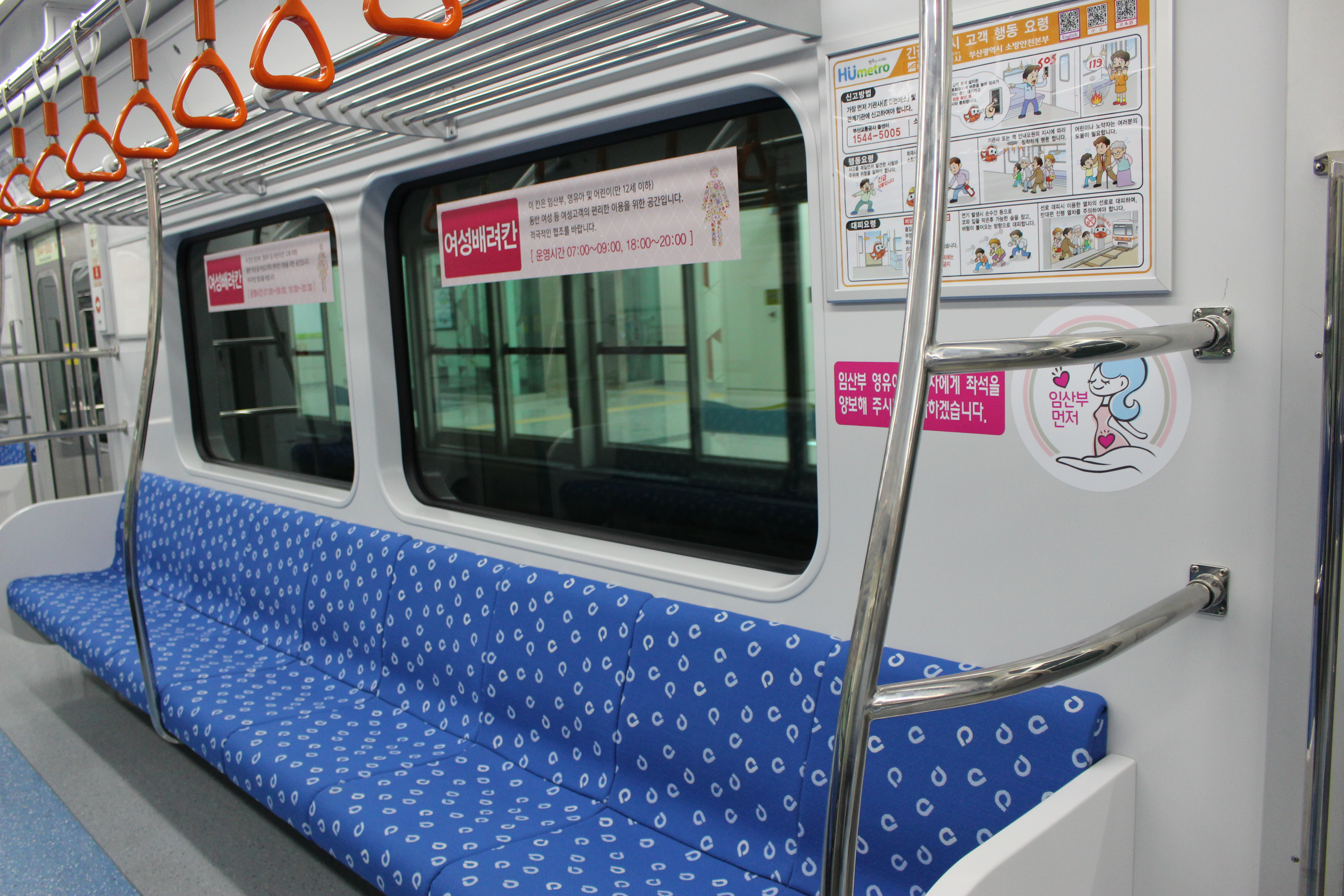
車内。ドア間が10人から9人掛けになっている。（女性配慮車車内。）

### 1次車
1号線の多大浦延伸（7.98km）が決定したことに伴い7次車の9編成6両分54両のVVVF化改造とともに、現代ロテム製の新1000系1次車が6編成48両増備されることになった。
2015年に2編成が、翌2016年に4編成が落成し、8月に国土交通部より型式証明を取得。12月1日に2編成が営業運転に投入されたが、ドア駆動装置の故障でリコール、全面交換されることになった。
本車両は後に登場する新1000系2次車などとは異なり、増備車として導入されたため、編成番号は旧1000系から連番の第46-第51が付与されている。車両はチョッパ更新車同様の現代ロテム製のIGBT素子VVVFインバータ制御であるが、歯車比を韓国や日本の多数の車両で採用されている高加速向けの14:99=1:7.07に改め、旧1000系にあったビードを廃止したビードレス車体となり、座席を450mmに拡大したことによる着席定員の減少（10人から9人）、MT比は4M4T、室内灯にLEDを用いるなど、同形式ながらフルモデルチェンジされた車両となった。

### 2次車
1号線の開業時から使用されている旧1000系1次車（5編成40両）の新型車両への置き換えが決定し、現代ロテムが受注した。2018年7月12日より全5編成が営業運転に投入された。編成番号は初代のものを受け継いでいる。この車両は新1000系2次車とされている。
主電動機には東芝製の永久磁石同期電動機（PMSM）を採用しており、韓国の鉄道車両においてPMSMを搭載するのは本車両が初となった。PMSMを採用した主回路システムの採用により、従来のシステムに対し30％以上の消費電力量削減が見込まれている。制御装置も、東芝・宇進産電製のIGBT素子VVVFインバータ制御（1C1M4群方式）を採用している。

### 3次車
2018年9月11日、旧1000系1次車を完全に置き換えるため、現代ロテムが新1000系3次車となる6編成48両を556億ウォンで追加受注、2020年に投入され、2021年までに全編成が運行を開始した。なお、2019年には現代ロテムも歯車減速式永久磁石同期電動機（230kW）を独自開発していたが、2次車と同様の東芝・宇進産電製を採用した。
基本的な仕様は新1000系2次車から大きな変化はないが、2017年の鉄道安全法の改正により衝突エネルギー吸収装置（CEM:Crash Energy Management）の設置が義務化されたため、排障器部に大型の衝突エネルギー吸収装置を備えた。そのため、前面に若干の差異がある。

### 4次車
2021年4月26日、2025年までに残存している旧1000系電機子チョッパ制御（25編成）の車両を完全に置き換えるため、宇進産電が25編成200両を2260億ウォンで受注した。2023年から投入され、2025年2月現在は第41編成までが宇進産電を出場しており、第37編成までが営業運転を開始している。
第17編成は2023年12月29日に製造場所の宇進産電の試験線にて脱線事故が発生した。5号車から8号車が破損し6号車から8号車は脱線、うち8号車は柵を突き破り、付近にある忠北線と立体交差をする国道36号線の道路まで大きく乗り上げた。この事故により、運転手1名と職員1名が救急搬送された。運転手は当初「ブレーキシステムの故障」と供述したが、後に運転手のブレーキシステムの取り扱いの失敗と訂正された。破損した5号車から8号車は修理が施され、2024年9月に宇進産電を出場し、2024年12月に営業運転を開始している。
この車両は新1000系4次車とされている。車体はダブルスキン構造のアルミ車体となり。デザインは1-3次車とは大きく異なった。ただし、2・3次車と同様に主電動機・制御装置共に東芝・宇進産電製であり、永久磁石同期電動機を採用する。
座席を450mmから480mmとさらに拡大したため扉間8人掛け、車端部3人掛けの席となり、座席もモケットシートからプラスチックシートへと変更された。なお、1号線では初の車内液晶ディスプレイ（LCD）が各扉上部に1画面（32:9）設置されており、釜山地域の鉄道路線図や広告などが表示される。路線図や広告を表示する際は全画面で表示する。一方で到着駅・次駅案内と広告を表示する際は、画面左側に到着駅・次駅、画面右側に広告を表示する。このLCD導入に伴い、従来の紙の路線図をディスプレイで表示することが可能になったほか、多言語での案内も可能になった。また、先頭車両の車端部にはスマートフォンワイヤレス充電器を設置しており、乗客の快適性を向上させている。

なお、3次車の登場により、旧1000系は早いペースで引退・廃車が進んでいる。

### 5次車
2023年8月7日、2026年までに残存した旧1000系機器更新編成（9編成）を完全に置き換えるため、宇進産電が9編成72両を838億ウォンで追加受注した。新1000系5次車の導入により、旧1000系は完全に置き換えられる。